# ラブコメ今昔
『ラブコメ今昔』（ラブコメこんじゃく）は、2008年6月に角川書店より出版された有川浩による短編小説集。イラストは徒花スクモ。

## 概要
自衛隊員の結婚を綴った表題作を含む、自衛隊員の恋愛を描いた短編小説集。全6編。

## 収録作品
- ラブコメ今昔（『野性時代』2007年4月号）

表題作。
陸上自衛隊第1空挺団大隊長の今村和久二等陸佐は、ある日東部方面隊の隊内紙「あづま」からの取材オファーを受ける。そして取材の日が訪れたのだが、カメラマンの吉敷一馬一等陸曹を伴い取材にやってきた「あづま」の記者・矢部千尋二等陸尉によると、その取材は「自衛隊の恋愛と結婚について」をテーマとしたコラムについてのもので、その連載第1回として今村の恋愛や結婚観を聞きたいというものであるという。「50過ぎのおっさんが古女房との馴れ初めなぞ隊内紙でべらべら垂れ流せるか、みっともない！」と逃げる今村だが、千尋はめげずに取材するべく今村に会いに来る。そうした千尋の存在を煩わしく思う今村だったが、その中で妻・邦枝との馴れ初めを思い返し始めていく。

- 軍事とオタクと彼（『野性時代』2006年12月号）

桜木歌穂は5日に渡る出張で疲れ果てていたある日、出張帰りの新幹線の中で席を譲ってくれた男子に恋をした。そして歌穂が新大阪駅で降りる間際に渡した名刺をきっかけに、その男子、海上自衛隊佐世保基地に勤務する森下光隆3等海曹との交際をスタートさせる。しかし森下は交際開始から1年経ってもまだ告白すらしてこず、それに疑念を抱いた歌穂は、弟の協力の元同僚らしい男と神戸に来た森下を尾行するが、森下と男が入ったのはオタク向けイベントの会場だった。

- 広報官、走る! （『野性時代』2007年7月号）

防衛省海上幕僚監部監理部広報室の政屋征夫一等海尉は、「開かれた自衛隊」をアピールする目的で上官が協力を決定した、自衛隊を題材とするとあるテレビドラマの撮影の段取りに奔走していた。そんな中、政屋は自衛隊との連絡係を担当するADの鹿野汐里と出会う。通常業務の時間を無理矢理やり繰りして撮影に協力するが、時間にルーズなテレビ局によって一方的にフラストレーションがたまっていく自衛隊と、汐里に難癖のような𠮟責を行うディレクターを始めとするテレビ局との間で何とか撮影をスムーズに進められるよう努力する二人だったが、ドラマのクライマックスの撮影に差し掛かったところでアクシデントが発生した。

- 青い衝撃（『野性時代』2007年12月号）

相田公恵は航空自衛隊の曲技飛行隊「ブルーインパルス」のメンバー・相田絋司の妻。青い制服で身を固めた絋司は展示飛行終了後にはファンに囲まれ握手攻めやサイン攻めにあうほどの人気者だった。ある日、公恵は展示飛行終了後いつものようにファンに囲まれる絋司を見ていると、ファンの一人の女性が妙な目で自分を見ていることに気づく。その女性は公恵を見ると、まるで勝ち誇ったような笑みを浮かべていた。やがて公恵の手元に、絋司の制服の後ろ襟にメモ用紙を仕込むという手口で不気味なメッセージが展示飛行後毎に届くようになる。単なる嫌がらせであることは分かり切っている公恵だったが、本当はどうなのかという疑念が湧いてくる。

- 秘め事（『野性時代』2008年1月号）

陸上自衛隊明野駐屯地第10飛行隊に所属するUH-60JAのパイロット・手島岳彦二等陸尉は、ある日上官の水田章介三等陸佐に奇妙な頼み事をされる。それは、「自分の娘である有希の友達が自衛隊大好きな女の子で、自衛官の彼氏が欲しいらしく娘に自衛官を紹介するよう頼んだので、その女の子と所謂『プチお見合い企画』をしてほしい」というものであった。果たして手島はそれを引き受け、当の有希の友達・森島朱美の希望で休日の駐屯地を案内することとなる。結果として朱美がとても手島の手に負える女の子ではなかったため企画は失敗に終わったが、手島はむしろ朱美を必死にフォローする有希に好感を持つこととなった。やがて有希も同じ気持ちだったことを知った手島は水田に隠れて有希と真面目な交際をするようになるが、そんな手島の前に「水田にいつ交際について報告するか」という問題が立ちはだかった。

- ダンディ・ライオン〜またはラブコメ今昔イマドキ編（書下ろし）

## 書籍情報
- 単行本（角川書店、2008年6月、ISBN 978-4048738507）
- 文庫本（角川文庫、2012年6月、ISBN 978-4041003305）